# Harrison megye (Ohio)
Harrison megye az Amerikai Egyesült Államokban, azon belül Ohio államban található. Megyeszékhelye és legnagyobb városa Cadiz. Lakosainak száma 14 483 fő (2020. április 1.).

## Szomszédos megyék
- Carroll megye
- Jefferson megye
- Belmont megye
- Guernsey megye
- Tuscarawas megye

## Népesség
A megye népességének változása:
| Lakosok száma | 15 846 | 15 796 | 15 705 | 15 622 | 15 450 | 14 483 |
|               | 2010   | 2011   | 2012   | 2013   | 2015   | 2020   |